# فیلم‌بردار (فیلم)
عکاس‌باشی  یا فیلم‌بردار (The cameraman) یک فیلم کمدی صامت آمریکایی محصول سال ۱۹۲۸ به کارگردانی ادوارد سجویک و با بازی باستر کیتون، مارسلین دی، هارولد گودوین و … است.

## خلاصه داستان
عکاسی خرده‌پا به نام «لوک شانن» (باستر کیتون) به تشویق محبوبه‌اش، «سلی» (مارسلین دی)، یک دوربین فیلم‌برداری تهیه می‌کند. اما طرز کار دوربین را به درستی نمی‌داند و نخستین فیلم‌های خبری که فیلم‌برداری می‌کند، بر اثر خرابکاری میمونی که همراه او است مورد تمسخر همگان قرار می‌گیرد.

## مشروح داستان
باستر، عکاس خیابانی پرتره با تکنیک «تین‌تایپ» در نیویورک، دل به دختری به نام سالی می‌بازد که منشی بخش فیلم‌های خبری شرکت ام‌جی‌ام است. برای نزدیک شدن به او، باستر تمام پس‌اندازش را خرج خرید یک دوربین فیلم‌برداری قدیمی می‌کند و سعی دارد در ام‌جی‌ام به‌عنوان فیلم‌بردار استخدام شود. هارولد، یکی از فیلم‌برداران ام‌جی‌ام که خودش هم به سالی علاقه دارد، آرزوهای باستر را به تمسخر می‌گیرد.
با این حال، سالی باستر را تشویق می‌کند و به او پیشنهاد می‌دهد که از هر چیزی که می‌بیند فیلم بگیرد. تلاش‌های اولیهٔ باستر نشان از بی‌تجربگی کامل او دارد؛ بسیاری از فیلم‌ها را دوبار نوردهی یا بیش از حد نوردهی می‌کند و بقیه هم کیفیت خوبی ندارند. با وجود این ناکامی، وقتی قرار روز یک‌شنبهٔ سالی لغو می‌شود، باستر را به‌جای آن دعوت می‌کند. آن‌ها به استخر عمومی شهر می‌روند، جایی که باستر درگیر اتفاقات خنده‌دار و پیاپی می‌شود. بعد از آن، هارولد پیشنهاد می‌دهد سالی را به خانه برساند و باستر مجبور می‌شود در صندلی عقب بیرونی ماشین (رومبل‌سیت) بنشیند، جایی که زیر باران خیس می‌شود.
روز بعد، سالی به باستر خبر می‌دهد که در محلهٔ چینی‌ها قرار است اتفاق مهمی بیفتد. باستر با عجله به آن‌جا می‌شتابد اما در راه با یک نوازندهٔ خیابانی برخورد می‌کند که به زمین می‌افتد و به نظر می‌رسد میمونش مرده است. پلیسی که شاهد ماجراست، باستر را مجبور می‌کند پول میمون را بدهد و آن را با خود ببرد. اما میمون فقط بی‌هوش شده بود و پس از به‌هوش‌آمدن، به باستر ملحق می‌شود.
در محلهٔ چینی‌ها، باستر از درگیری‌های یک جنگ گروهی موسوم به جنگ «تونگ» فیلم می‌گیرد و چندین‌بار به‌طور معجزه‌آسا از مرگ می‌گریزد. در نهایت، با دخالت به‌موقع پلیس، که رهبری آن را همان پلیسی بر عهده دارد که پیش‌تر چند بار قربانی اتفاقات ناخواستهٔ باستر شده بود، نجات می‌یابد. پلیس قصد دارد او را به آسایشگاه روانی بفرستد، اما باستر با دوربین سالمش فرار می‌کند.
وقتی باستر به ام‌جی‌ام بازمی‌گردد، او و مدیر فیلم‌های خبری ناامید می‌شوند چون ظاهراً فراموش کرده فیلم در دوربینش بگذارد. وقتی سالی بابت دادن خبر به باستر سرزنش می‌شود، باستر می‌خواهد جبران کند و تصمیم می‌گیرد برای همیشه از ام‌جی‌ام کناره‌گیری کند.
او به شغل قبلی‌اش بازمی‌گردد، اما فیلم‌برداری را کنار نمی‌گذارد و شروع می‌کند به ضبط مسابقه‌ای قایقرانی. در همین حین، متوجه می‌شود که فیلم درگیری محلهٔ چینی‌ها را دارد. مشخص می‌شود میمون شیطانش حلقهٔ فیلم را عوض کرده است. سالی و هارولد هم در یکی از قایق‌ها هستند. هارولد فرمان را بیش از حد می‌چرخاند و هر دو به آب پرتاب می‌شوند. هارولد خودش را نجات می‌دهد، اما سالی در حلقهٔ قایق در حال چرخش گیر می‌افتد. باستر فیلم‌برداری را رها کرده و برای نجات او به آب می‌پرد.
وقتی باستر به داروخانه می‌رود تا وسایل کمک‌های اولیه تهیه کند، هارولد برمی‌گردد و خودش را نجات‌دهندهٔ سالی جا می‌زند. آن دو با هم می‌روند و باستر دل‌شکسته باقی می‌ماند، در حالی که میمون همهٔ ماجرا را با دوربین ضبط می‌کند.
باستر تصمیم می‌گیرد فیلم درگیری محلهٔ چینی‌ها را رایگان به ام‌جی‌ام بفرستد. مدیر شرکت آن را برای سرگرمی به سالی و هارولد نشان می‌دهد، اما وقتی فیلم را می‌بیند، شگفت‌زده می‌شود. او همچنین فیلم نجات سالی را که میمون گرفته دیده و آن را بهترین کار فیلم‌برداری سال‌ها اخیر می‌نامد. مدیر، سالی را می‌فرستد دنبال باستر و می‌گوید استقبال بزرگی از او در انتظار است. باستر خیال می‌کند که رژه‌ای که در حال برگزاری است برای اوست، در حالی که این رژه در واقع به افتخار چارلز لیندبرگ برگزار شده است.